# Epitonium frielei
Epitonium frielei är en snäckart som först beskrevs av Dall 1889.  Epitonium frielei ingår i släktet Epitonium och familjen vindeltrappsnäckor. Inga underarter finns listade i Catalogue of Life.